# Lalisa (bài hát)
"Lalisa" (cách điệu khi viết hoa tất cả các chữ cái) là bài hát chủ đề nằm trong đĩa đơn đầu tay của rapper và ca sĩ Lisa, một thành viên của nhóm nhạc nữ Hàn Quốc Blackpink. Nó được YG Entertainment phát hành vào ngày 10 tháng 9 năm 2021 với tư cách là bài hát chính trong album đầu tay cùng tên. "Lalisa" được viết và sản xuất bởi cộng tác viên lâu năm của YG là Teddy Park cùng với Bekuh Boom, với phần sản xuất bổ sung bởi 24. Điểm đặc biệt của nó đó là một ca khúc hip hop năng động mang ảnh hưởng văn hóa Thái Lan.
Bài hát nhận được nhiều đánh giá trái chiều từ các nhà phê bình âm nhạc, nhiều người khen ngợi khả năng trình diễn và sức hút của Lisa, tuy nhiên một số nhà phê bình lại chỉ trích phần sáng tác và sản xuất của nó. "Lalisa" lọt vào Billboard Hot 100 của Mỹ ở vị trí thứ 84, và đạt vị trí thứ 2 trên Billboard Global 200. Một video âm nhạc đi kèm đã được tải lên kênh YouTube của Blackpink cùng lúc với việc phát hành đĩa đơn. Trong vòng 24 giờ đầu tiên, video đã nhận được 73,6 triệu lượt xem, trở thành video được xem nhiều nhất trong 24 giờ bởi một nghệ sĩ solo trên nền tảng này.

## Bối cảnh và bản phát hành
Sau sự kiện phát hành solo của thành viên cùng trong Blackpink Rosé với single album đầu tay của cô trong tháng 3 năm 2021, nhiều chú ý hướng về phía Lisa bắt đầu nổi lên như là thành viên tiếp theo sẽ ra mắt trong vai trò một nghệ sĩ solo. Trong một bài báo được xuất bản bởi The Korea Herald vào ngày 19 tháng 4, một đại diện từ YG Entertainment đã cho biết Lisa sẽ ra mắt với tư cách là nghệ sĩ solo thứ ba trong nhóm nhạc của cô ấy, và lịch trình sẽ được công bố chính thức thông qua một thông báo vào cuối năm. Vào ngày 25 tháng 7, Lisa đã đăng tải hai bức ảnh cô có mặt trong một studio lên Instagram của cô với chú thích "Tên tôi là gì?", gợi ý về tiêu đề của bản phát hành sắp tới của mình. Vào ngày 25 tháng 8, YG xác nhận rằng đĩa đơn đầu tay solo của cô sẽ mang tên Lalisa, theo tên của cô ấy; Công ty quản lý sau đó đã tiết lộ danh sách ca khúc trong album, cho biết đĩa đơn cùng tên album sẽ đóng vai trò là ca khúc chủ đề. Bài hát được phát hành vào ngày 10 tháng 9 năm 2021 và có sẵn để tải xuống và phát trực tuyến kỹ thuật số. Bài hát được viết và sản xuất bởi các cộng tác viên lâu năm của Blackpink là Teddy Park và Bekuh Boom, với khâu chỉnh sửa bổ sung do 24 đảm nhiệm.

## Nhạc và lời
Về phong cách, bài hát là một bản nhạc hip hop năng động, truyền tải các yếu tố âm nhạc Thái Lan vào phần nhảy của bài hát. Ca khúc sử dụng những đoạn riff âm brass "khiêu khích" và nhịp điệu năng động gợi liên tưởng đến âm thanh của còi báo động, đồng thời kết hợp việc lặp lại 'Lalisa' trong lời bài hát. Về ký hiệu âm nhạc, bài hát được tạo thành bằng phím Mi giáng trưởng và có nhịp độ 150 nhịp mỗi phút. Tên của album đơn cùng với ca khúc chủ đề này liên quan đến tên được đặt của cô, mà cô đã nhận vào lúc được đưa đến thăm một thầy bói khi còn niên thiếu như một cử chỉ cầu may. Một tuần sau khi đổi tên, YG Entertainment thông báo cho cô ấy biết rằng họ đã chấp nhận cô vào công ty quản lý với tư cách là một thực tập sinh. Nolan Feeney từ tạp chí Billboard nhận định rằng "ca khúc chủ đề mở rộng âm hưởng tối đa, chạy âm globe-trotting của Blackpink như trong bài 'How You Like That' với những nốt và dòng nhanh chạm tới di sản Thái Lan của cô ấy".

## Tiếp nhận chuyên môn
"Lalisa" nhận được rất nhiều đánh giá trái chiều từ các nhà phê bình - nhiều người đã khen ngợi sự hiện diện và sức hút của Lisa; tuy nhiên nhiều người chỉ trích phần sản xuất âm nhạc và nội dung ca từ của bài hát. Viết cho Young Post của South China Morning Post Natasha Ho đã chỉ trích phần sản xuất âm nhạc của bài hát, rằng 'cảm thấy âm thanh nhạc cụ như một ca khúc hip-hop thường thấy với một nhịp trống và dòng âm bass dùng lại'; ngay cả khi so với "nhạc nền của âm nhạc truyền thống Thái Lan, [bài hát] vẫn tạo cảm giác như một bản nhạc dance pop-EDM nữa." Tuy nhiên, cô cũng ghi nhận "bất chấp âm thanh nhạc cụ mờ nhạt, giọng hát của Lisa vẫn tỏa sáng", và viết rằng "giọng hát khàn khàn đầy hương vị của cô ấy đã nâng lên bài hát, và thêm hương vị riêng của cô ấy để bài hát thêm mạnh mẽ." Theo một đánh giá tiêu cực từ Rhian Daly của NME thì cô khẳng định "thay vì sẽ là chiến thắng chói sáng, chói lọi như bạn có thể mong đợi, chất lượng của nó lại thấp một cách đáng thất vọng". Đề cập đến ca khúc chủ đề là "vụng về", cô cũng cảm thấy phần ca từ không có "trái tim hay linh hồn" và thay vào đó tập trung nhiều hơn vào "những lời khoe khoang trống rỗng" không đạt được sức tỏa sáng như mong đợi.
Trong một đánh giá tích cực hơn, Chase McMullen của Beats Per Minute nhận xét rằng "màn trình diễn của Lisa đã khéo léo chiếm lĩnh phần sân khấu chính, cô ấy lướt qua vô số thay đổi trong bài hát với độ mượt mà khiến cho từng phần cảm nhận hoàn toàn tự nhiên". Anwaya Mane của Pinkvilla cũng khen ngợi màn trình diễn tràn trề năng lượng của Lisa, gọi đó là "không thể bắt chước và ngập đầy cảm hứng" và cảm nhận "phần rap táo bạo và tự tin của Lisa là minh chứng cho thấy người biểu diễn tài năng đã tiến xa như thế nào."

### Danh sách cuối năm
| Phê bình/Xuất bản | Danh sách                           | Hạng   | Ng.    |
| ----------------- | ----------------------------------- | ------ | ------ |
| Teen Vogue        | The 54 Best K-Pop Songs of 2021     | Đã đặt | [ 17 ] |
| Teen Vogue        | 21 Best K-Pop Music Videos of 2021  | Đã đặt | [ 18 ] |
| Marie Claire      | The 20 Best New K-Pop Songs of 2021 | Đã đặt | [ 19 ] |

## Hiệu suất thương mại
"Lalisa" đã ra mắt ở vị trí thứ hai trên các bảng xếp hạng của Billboard là Global 200 và Global Excl. U.S., đánh dấu sự gia nhập solo và là ca khúc lọt top 10 đầu tiên của Lisa trên bảng xếp hạng. Bài hát đã lọt vào bảng xếp hạng Global 200 trong mười tuần, giữ vị trí là bài hát trụ bảng xếp hạng lâu nhất của một nghệ sĩ solo K-pop cho đến khi bị ca khúc B-side " Money" của Lisa vượt qua. Tại Hàn Quốc, bài hát ra mắt ở vị trí thứ 90 trên Gaon Digital Chart vào tuần 5-11 tháng 9, với chưa đầy hai ngày theo dõi. Tuần sau đó, bài hát vươn lên vị trí thứ 64. Bài hát cũng ra mắt ở vị trí 28 trên Billboard K-pop Hot 100. Bài hát đạt vị trí số một tại Malaysia và vị trí thứ hai tại Singapore.
Tại Hoa Kỳ, "Lalisa" ra mắt ở vị trí thứ 84 trên Billboard Hot 100 và ở vị trí thứ 6 trên bảng xếp hạng Digital Song Sales với 9.600 bản kỹ thuật số được bán ra trong tuần đầu tiên, cùng với "Money". mang lại cho Lisa hai bản hit với 2 vị trí trong top 10 trên bảng xếp hạng. Bài hát cũng đứng đầu bảng xếp hạng Billboard World Digital Song Sales của Hoa Kỳ, đứng đầu bảng xếp hạng với tư cách là nghệ sĩ solo. Tại Vương quốc Anh, "Lalisa" ra mắt ở vị trí thứ 68 trên Bảng xếp hạng UK Singles Chart và vị trí thứ 13 trên UK Singles Downloads Chart. Tại Canada, bài hát ra mắt ở vị trí thứ 42 trên Canadian Hot 100 và ở vị trí thứ 7 trên bảng xếp hạng Canadian Digital Song Sales.

## Video âm nhạc
Một video âm nhạc đã được tải lên kênh YouTube của Blackpink cùng lúc với việc phát hành "Lalisa"; video teaser cũng đã được phát hành trước đó ba ngày. Video âm nhạc này đã trở thành video đầu tay được xem nhiều nhất và video được xem nhiều nhất bởi một nghệ sĩ solo trong 24 giờ, với 73,6 triệu lượt xem; phá kỷ lục 41,6 triệu lượt xem của "On the Ground" của Rosé và 65,2 triệu lượt xem "Me!" của Taylor Swift với Brendon Urie. Hình ảnh trong video bao gồm nhiều thay đổi trang phục, bao gồm một bộ quần áo tỉ mỉ dựa theo trang phục truyền thống của văn hóa Thái Lan. Lisa ngồi trên chiếc ngai vàng được chạm trổ công phu, mặc một chiếc váy và áo choàng có đính cườm vàng, bông tai bằng kim sa vàng và một chiếc mũ đội đầu nhọn cao gọi là "rad klao yod" (รัดเกล้า ยอด trong tiếng Thái) thường được đội trong các điệu múa truyền thống. Sau khi video âm nhạc được phát hành, doanh số bán trang phục truyền thống của Thái Lan đã tăng vọt. Ngôi đền trong Công viên lịch sử Phanom Rung thuộc tỉnh Buriram đã được mô tả trong video âm nhạc trở nên gia tăng khách du lịch.

## Biểu diễn trực tiếp và quảng cáo
Sau khi album đĩa đơn phát hành vào ngày 10 tháng 9, Lisa ra mắt ca khúc chủ đề cùng ngày trên The Tonight Show Starring Jimmy Fallon. Vũ đạo của ca khúc chủ đề được biên đạo bởi Kiel Tutin, Sienna Lalau và Lee-jung Lee. Vào ngày 19 tháng 9, cô biểu diễn "Lalisa" trên Inkigayo của SBS, đánh dấu sự ra mắt solo của mình trên truyền hình Hàn Quốc. Lisa đã biểu diễn bài hát trên Show! Music Core của MBC vào ngày 25 tháng 9 và một lần nữa trên Inkigayo của SBS vào ngày 26 tháng 9.

## Giải thưởng
| Năm  | Tổ chức                    | Giải thưởng                           | Kết quả   | Ng.    |
| ---- | -------------------------- | ------------------------------------- | --------- | ------ |
| 2021 | Asian Pop Music Awards     | Song of the Year (Nước ngoài)         | Đoạt giải | [ 46 ] |
| 2021 | Asian Pop Music Awards     | Top 20 Songs of the Year (Nước ngoài) | Đoạt giải | [ 46 ] |
| 2021 | Asian Pop Music Awards     | Best Arranger (Nước ngoài)            | Đề cử     | [ 47 ] |
| 2021 | Asian Pop Music Awards     | Best Composer (Nước ngoài)            | Đề cử     | [ 47 ] |
| 2021 | Asian Pop Music Awards     | Record of the Year (Nước ngoài)       | Đề cử     | [ 47 ] |
| 2021 | Mnet Asian Music Awards    | Best Dance Performance – Solo         | Đề cử     | [ 48 ] |
| 2021 | Mnet Asian Music Awards    | Song of the Year                      | Đề cử     | [ 49 ] |
| 2022 | Joox Thailand Music Awards | Korean Song of the Year               | Đề cử     | [ 50 ] |
| 2022 | MTV Video Music Awards     | Best K-Pop                            | Đoạt giải | [ 51 ] |

| Năm  | Tổ chức                | Giải thưởng                                                                    | Ng.    |
| ---- | ---------------------- | ------------------------------------------------------------------------------ | ------ |
| 2021 | Guinness World Records | Video âm nhạc được xem nhiều nhất của một nghệ sĩ solo trong vòng 24 giờ       | [ 52 ] |
| 2021 | Guinness World Records | Video âm nhạc được xem nhiều nhất của một nghệ sĩ solo K-pop trong vòng 24 giờ | [ 52 ] |

| Chương trình | Ngày                | Ng.    |
| ------------ | ------------------- | ------ |
| Music Bank   | 17 tháng 9 năm 2021 | [ 53 ] |

## Thành phần đội ngũ
- Lisa – giọng ca chính
- Teddy Park – viết lời, nhà soạn nhạc
- Bekuh Boom – soạn nhạc, viết lời
- 24 – soạn nhạc, dàn dựng

## Xếp hạng
| Bảng xếp hạng (2021)                    | Vị trí cao nhất |
| --------------------------------------- | --------------- |
| Úc (ARIA)                               | 76              |
| Canada (Canadian Hot 100)               | 42              |
| Euro Digital Songs (Billboard)          | 9               |
| Global 200 (Billboard)                  | 2               |
| Hy Lạp (IFPI)                           | 58              |
| Pháp (SNEP)                             | 175             |
| Hungary (Single Top 40)                 | 7               |
| Ấn Độ (IMI)                             | 6               |
| Ireland (IRMA)                          | 87              |
| Nhật Bản (Japan Hot 100)                | 26              |
| Nhật Bản (Oricon Combined Singles)      | 40              |
| Lithuania (AGATA)                       | 89              |
| Malaysia (RIM)                          | 1               |
| Hà Lan (Dutch Global Top 40)            | 2               |
| New Zealand Hot Singles (RMNZ)          | 9               |
| Bồ Đào Nha (AFP)                        | 128             |
| Singapore (RIAS)                        | 2               |
| Hàn Quốc (Gaon)                         | 64              |
| Hàn Quốc (K-pop Hot 100)                | 28              |
| Anh Quốc (OCC)                          | 68              |
| US Billboard Hot 100                    | 84              |
| US World Digital Song Sales (Billboard) | 1               |
| Việt Nam (Vietnam Hot 100)              | 87              |

| Bảng xếp hạng (2021)     | Vị trí cao nhất |
| ------------------------ | --------------- |
| Hàn Quốc (Gaon)          | 95              |
| Hàn Quốc (K-pop Hot 100) | 88              |

| Bảng xếp hạng (2021)          | Vị trí |
| ----------------------------- | ------ |
| Global Excl. U.S. (Billboard) | 176    |

## Lịch sử phát hành
| Khu vực   | Ngày                     | Định dạng                       | Nhãn hàng     | Tham khảo |
| --------- | ------------------------ | ------------------------------- | ------------- | --------- |
| Nhiều nơi | Ngày 10 tháng 9 năm 2021 | Tải xuống kỹ thuật số streaming | YG Interscope | [ 8 ]     |
| Ý         | Ngày 8 tháng 10 năm 2021 | Contemporary hit radio          | Universal     | [ 71 ]    |